# × Aranda
× Aranda viết tắt trong thương mại là Aranda, là một chi lan lai giữa các chi Arachnis and Vanda (Arach x V).